# Galt Rockets
Galt Rockets je bil mladinski hokejski klub iz Galta, danes del mesta Cambridge. Igral je v Ontario Hockey Association od 1947 do 1949. Domača dvorana kluba je bila Galt Arena Gardens.
Klub se je prvotno imenoval Galt Red Wings, a se nato leta 1947 preimenoval, ker se je prenehalo NHL sponzorstvo. Ko je klub v svoji drugi sezoni končal na zadnjem mestu, ga je rešilo novo NHL sponzorstvo, tokrat s strani moštva Chicago Black Hawks. Klub se je teko leta 1949 preimenoval v Galt Black Hawks. 

## NHL igralci
Iz moštva Galt Rockets so štirje igralci napredovali do lige NHL:
| - Bronco Horvath - Harry Pidhirny | - Don Simmons - Bill Wylie |

## Izidi
| Sezona  | Moštvo    | Tekem | Zmag | Porazov | Remijev | TOČ | %     | GF  | GA  | Uvrstitev                |
| 1943/44 | Canadians | 26    | 15   | 11      | 0       | 30  | 0.577 | 125 | 97  | 2. v Skupini 2           |
| 1944/45 | Red Wings | 20    | 12   | 8       | 0       | 24  | 0.600 | 83  | 91  | 2. v OHA (delitev mesta) |
| 1945/46 | Red Wings | 28    | 22   | 6       | 0       | 44  | 0.786 | 187 | 96  | 2. v OHA                 |
| 1946/47 | Red Wings | 36    | 27   | 9       | 0       | 54  | 0.750 | 232 | 99  | 3. v OHA                 |
| 1947/48 | Rockets   | 36    | 18   | 13      | 5       | 41  | 0.581 | 168 | 129 | 5. v OHA                 |
| 1948/49 | Rockets   | 48    | 11   | 34      | 3       | 25  | 0.244 | 154 | 252 | 9. v OHA                 |